# Bawai
Bawai (Bauwai, Bau Ai, Bauwau) ist eine osttimoresische Aldeia im Suco Cowa (Verwaltungsamt Balibo, Gemeinde Bobonaro). 2015 lebten in der Aldeia 553 Menschen.

## Geographie
Bawai liegt im Osten des Sucos Cowa. Westlich befinden sich die Aldeias Futatas und Mane Hat, östlich die Aldeia Lalis. Im Norden grenzt Bawai an den Suco Batugade. Im Süden bildet der Talau die Grenze zu Indonesien.
Durch das Zentrum führt die Hauptstraße des Sucos. Hier liegt das Dorf Katimuben, das manchmal auch als Bawai bezeichnet wird. Die tiefer gelegenen Regionen im Norden und Süden sind unbesiedelt. Nordöstlich des Dorfes liegt der Berg Katimuben (586 m). Hier entspringt einer der Quellflüsse des Morak, der später den Leometik bildet. Der Quellfluss folgt der Ostgrenze der Aldeia Bawai nach Norden. Ein zweiter Quellfluss des Morak bildet einen Teil der Grenze zu Mane Hat. Zwischen den Flüssen liegen im Norden Bawais die Berge Taruik Kotabot (261 m) und Taruik Wirena (341 m).

## Politik
2023 wurde Rogeiro Baba zum Chefe de Aldeia gewählt.